# 오타니 겐타로

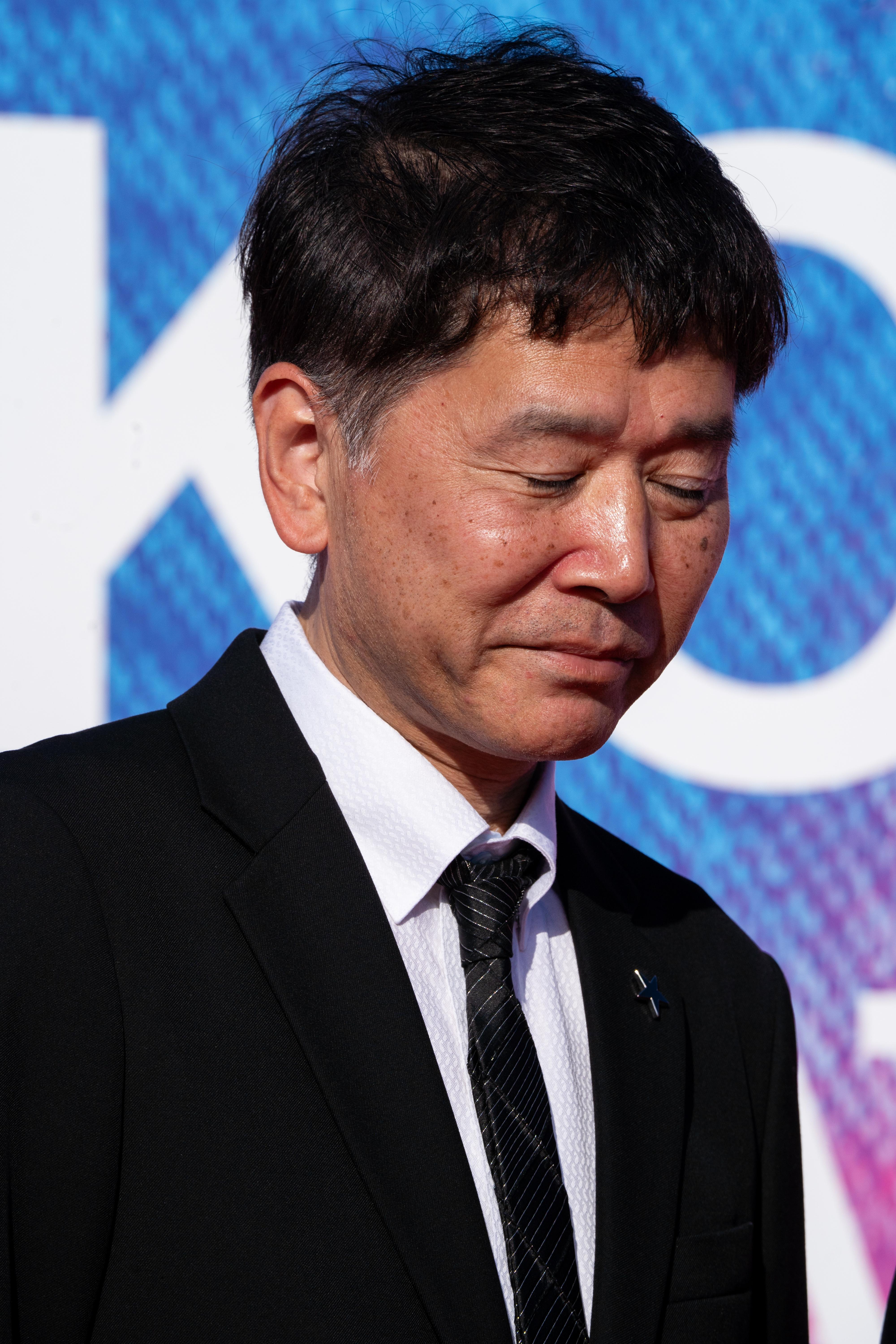

오타니 겐타로(일본어: 大谷健太郎, 1965년 ~ )는 일본의 영화 감독이다. 교토부 출생. 오카야마 현립 하야시노 고등학교 졸업. 타마 미술대학 미술학부 예술학과 졸업. C & I 엔터테인먼트 소속.
대학 재학 중에는 영상 연출 연구회에 소속해 8mm 영화를 제작했다. 재학 중에 제작한 8mm 영화 《아오미도리(青緑)》가 1988년의 피아 필름 페스티벌에 입상했다. 1991년에 《나와 다른 사람의 그》으로 3개 부문을 수상했다. 1999년 《아베크 몽 마리》로 영화감독으로 데뷔했다.

## 감독 작품

### 영화
- 《avec mon mari 아베크 몽 마리》 (1999년)
- 《트라바이유》 (2000년)
- 《약 30개의 거짓말》 (2004년)
- 《NANA》 (2005년)
- 《러프 ROUGH》 (2006년)
- 《NANA 2》 (2006년)
- 《진 왈츠》 (2011년)
- 《런웨이 ☆ 비트》 (2011년)
- 《 LOVE 마사오군이 간다!》 (2012년)
- 《흑집사: 악마와의 계약》 (2014년) ※사토 게이이치와 공동감독 작품

### 텔레비전 드라마
- 《극단 연기자. "스트립"》 (2004년)
- 《영 블랙잭》 (2011년)
- 《돌체》 (2012년)

### PV
- EXILE - 《단지 ... 만나고 싶어서(ただ…逢いたくて)》